# Каларити
Каларити или Каларитес (български Коларите, на гръцки: Καλαρίτες; на арумънски: Călăreți) е село в Северозападна Гърция, дем Северна Дзумерка, област Епир.
Селото е разположено високо на източните склонове на планината Дзумерка в близост до съседното Сирако, с което формират своеобразен малък анклав на преселници придошли от Северен Епир в този планински район.

## История
Селото, както и други села от района на Загори е било славянско (т.е. българско, ако се има предвид името на създателя на италианската фирма Булгари - Сотири Булгарио (Сотир Българина, който е родом от него), като първоначалното му наименование е било Коларите. Вероятно от ХVІІІ век постепенно е било заселвано с арумънско население, което впоследствие претопява българите и се гърцизира. Тогава и наименованието на селото се променя на Каларите и Каларитес

## Личности
Родени в Каларити
- Сотириос Булгарис, първоосновател на световната модна марка Bulgari.[2]